# 保罗·伊斯特尔
保罗·伊斯特尔（英語：Paul Easter，1963年5月14日—），英国男子游泳运动员。他曾代表英国参加1984年夏季奥林匹克运动会游泳比赛，获得男子4×200米自由泳接力铜牌。